# Европейски път на индустриалното наследство
Европейският път на индустриалното наследство (на английски: ERIH) е мрежа (туристически маршрут) на най-важните обекти на индустриалното наследство в Европа. Целта на проекта е да се създаде интерес за общото европейско наследство на индустриализацията и нейниите останки. ERIH също иска да насърчи регионите, градовете и местата, показващи индустриална история и да ги предлагат като атракции за посетители от развлекателната и туристическата индустрия.